# Dicranomyia luteitarsis
Dicranomyia luteitarsis är en tvåvingeart som först beskrevs av Alexander 1965.  Dicranomyia luteitarsis ingår i släktet Dicranomyia och familjen småharkrankar. Inga underarter finns listade i Catalogue of Life.